# Ширак-2
Футбольный клуб «Шира́к-2» (арм. Ֆուտբոլային Ակումբ „Շիրակ-2“ Գյումրի) — армянский футбольный клуб из города Гюмри. Основан в 1967 году.

## Прежние названия
- 1967—1973: «Ширак-д» Ленинакан
- 1973—1991: «Арагац» Ленинакан
- 1991—1992: «Арагац» Кумайри
- 1992—1997 и 2001—2002: «Арагац» Гюмри
- 1997—1999 и с 2002: «Ширак-2» Гюмри
- 1999—2001: ФК «Гюмри» Гюмри

## История
В начале клуб был дублем основного, а после стал отдельным и вёл отдельную политику. С момента обретения Арменией независимости, клуб попеременно участвовал в разных лигах. В высшем дивизионе участвовал в сезонах 1995, 1995/96, 1998, 1999.
В 2002 году окончательно стал фарм-клубом «Ширака» Гюмри, играя в Первой лиге.

## Результаты по сезонам
Примечание. * В подгруппе 2 неофициального чемпионата.

## Клубные цвета, форма и эмблема

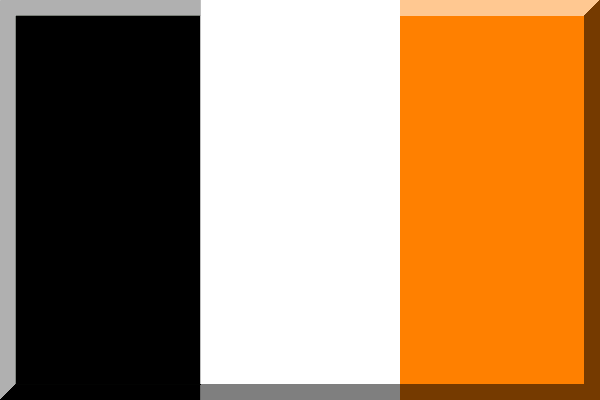
Клубные цвета

| до 2009 | 2010 | с 2011 |

## Достижения
Чемпион Армянской ССР (3)1979, 1980, 1987
Обладатель Кубка Армянской ССР (1)1973
Чемпион Первой лиги (2)1994, 1997
Серебряный призёр Первой лиги (1)1992

## Главные тренеры клуба
- Вачик Мнацаканян (1995)
- Гамлет Алексанян (1995—1999)
- Ашот Петросян (2009—2010)
- Вардан Бичахчян (2011)
- Демирчян[прояснить] (2011 — н.в.)[уточнить]
- Оганес Демирчян (2013—2014)

- Тигран Давтян (2016—2020)
- Вардан Павлеян (2020—2021)
- Арсен Ованнисян (с 2022)

## Президенты клуба
- Размик Пахлеванян (1995)
- Геворк Алексанян (1999)
- Гарник Хачатрян (2002—2010)
- Арман Саакян (2010 — н.в.)